# ブランシュ・ド・ナヴァール (1177-1229)
ブランシュ・ド・ナヴァール（Blanche de Navarre、1177年 - 1229年）は、ナバラ王女。シャンパーニュ伯ティボー3世の妃。

## 生涯
ナバラ王サンチョ6世とカスティーリャ王アルフォンソ7世の王女サンチャの娘として生まれた。リチャード獅子心王の妃ベレンガリア、サンチョ7世の妹である。
1199年にティボー3世と結婚し、マリー、ティボーの2子を得た。息子ティボーはシャンパーニュ伯位に加え、1234年のサンチョ7世の死後にナバラ王位を継いだ。

## 子女
- マリー（1200年生） - フランス王宮で育てられた
- ティボー4世（1201年 - 1253年） - シャンパーニュ伯（1201年 - 1253年）、ナバラ王（テオバルド1世、1234年 - 1253年）